# مجله اتومبیل
مجله اتومبیل (انگلیسی: Automobile) نشریه‌ای به زبان انگلیسی آمریکایی است که مقر اصلی آن در لس آنجلس، کالیفرنیا است.